# Suliszów (Białowieża)
Suliszów (Białowieża Górna) – przysiółek wsi Białowieża w Polsce, położony w województwie opolskim, w powiecie nyskim, w gminie Kamiennik.
W latach 1975–1998 przysiółek administracyjnie należał do ówczesnego województwa opolskiego.

## Nazwa
W księdze łacińskiej Liber fundationis episcopatus Vratislaviensis (pol. Księga uposażeń biskupstwa wrocławskiego) spisanej za czasów biskupa Henryka z Wierzbna w latach 1295–1305 miejscowość wymieniona jest jako Sulysow, Sulischow na liście polskich miejscowości, z których biskupstwo pobierało dziesięcinę Nota decimas polonicales.